# Тед Неш (веслувальник)
Тед Неш (англ. Ted Nash, 29 жовтня 1932 — 3 липня 2021) — американський академічний веслувальник.
Олімпійський чемпіон 1960 року в складі розпашної четвірки без стернового, бронзовий призер 1964 року в складі розпашної четвірки без стернового.